# Edson Rodrigues
Edson Rodrigues (født 13. marts 1967) er en tidligere brasiliansk fodboldspiller.
Han har spillet for flere forskellige klubber i sin karriere, herunder Nagoya Grampus Eight.